# Ribot

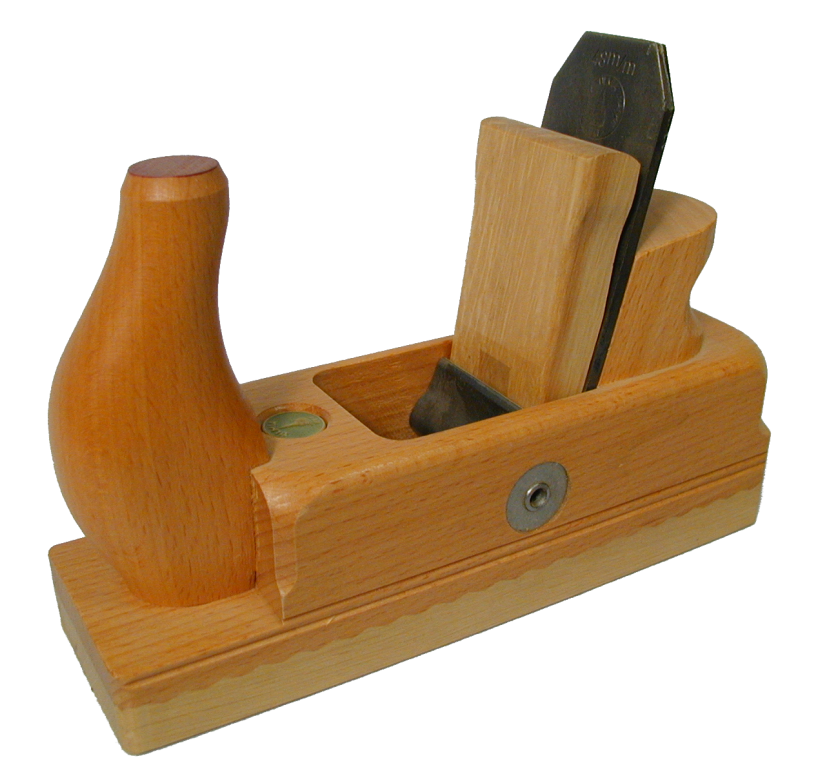
Ribot de fusta modern.

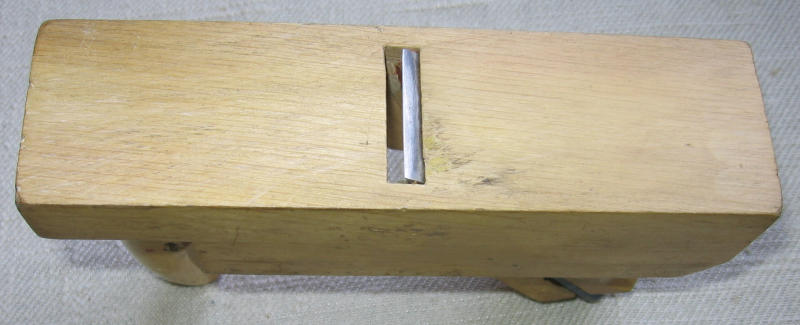
Vista de la part inferior d'un ribot de fusta. Vegeu la sola i la fulla que sobresurt.

Un ribot (també conegut com a plana al País Valencià i les Illes) és una eina de fuster que serveix per a rebaixar, adreçar, allisar, etc., les peces de fusta. Hi ha ribots de formes i dimensions diferents, coneguts amb noms diferenciats propis, segons el treball concret al qual són destinats.
Està format per una peça de fusta amb forma prismàtica que és travessada de dalt a baix i obliquament per una fulla acabada per sota en un tall molt esmolat. El ribot comú o ordinari sol consistir en un bloc prismàtic de fusta, anomenat caixa, a l'interior del qual és fixada, obliquament al pla de la base del bloc, una fulla d'acer, de tall generalment recte, que sobresurt una longitud regulable de la cara inferior de la caixa i té al davant, segons el sentit de treball, una obertura per la qual surten els encenalls llevats de la fusta en treballar-la. La fulla està fixada per una altra peça de fusta, anomenada tascó o falca que la bloqueja dins del seu encaix.
Hi ha dos tipus de ribot: el de desbastar i el de polir. Aquest darrer té una fulla anomenada contraferro o contrafulla per evitar el ribot es clavi.
També són ribots, eines com el bossell, el boet, el cadell (ribot acanalador), el ciment, la copada, el galzador, la garlopa, el garlopí,el guilleume i el rebaixador. Totes pertanyents a la categoria d'eines de fulla guiada. S’usen per a rebaixar la fusta passant-los repetidament per damunt de la superfície en sentit paral·lel al pla que cal rebaixar.
Hi ha ribots d'estructura metàl·lica, on el bloc de fusta s'ha substituït per un bastidor de ferro colat (mecanitzat adequadament). Els sistemes de subjecció i regulació de la fulla són més sofisticats i moderns.

## Generalitats
Molts ribots poden considerar-se formats per dos elements: el cos portador de la fulla i la fulla.

### Cos portador o estructura

#### De fusta
Pot ser d'una peça única (per exemple de faig) o de dues peces (per exemple cos de faig i sola de fusta més dura; faig blanc o akoga).

#### De fusta i metàl·lic
Anomenats ribots de transició, hi ha ribots dels dos materials.

### Fulla

#### Materials
La fulla és normalment d’acer al carboni. En certs casos pot ser d’acers aliats.

#### Forma de la fulla
A més de la forma més senzilla (rectangular i amb un tall perpendicular en un angle adequat) hi ha fulles amb característiques diferents.

#### Fabricació
Semblant al procés de fabricació dels ganivets, la fulla d’un ribot està forjada, trempada i normalitzada. La duresa és de l’ordre de 58 Rockwell C. (Pot anar des de 45 fins a 66. En el primer cas és molt tenaç però massa tova. En el segon cas la fulla és molt dura, peò molt fràgil).

#### Esmolat
El sistema tradicional emprava un esmolat amb pedra arenisca natural (refredada per aigua) i un acabat amb pedra d’oli. Els sistemes moderns disposen de moles naturals i artificials. A vegades amb guies específiques. També l’acabat del tall es pot fer de forma tradicional o amb pedres de diamant.

### Ribots de lutier
A més d'un banc de treball i algunes eines típiques dels fusters i els ebenistes, els lutiers fan servir eines especialitzades.
L'interior (la part còncava) de la taula harmònica es treballa amb uns ribots molt petits. El gruix en els diferents punts de la tapa i fons es mesuren amb un compàs de gruixos, format per dos braços rectes acabats en corbes cap a dins i un sector de quadrant en la unió d'un braç i la seva terminació corba. Per a verificar els gruixos, molts lutiers empren un comparador.
Per a encolar el fons amb els riscles o la taula harmònica amb la resta de la caixa hi ha uns serjants formats per un pern roscat i dues volanderes de fusta.

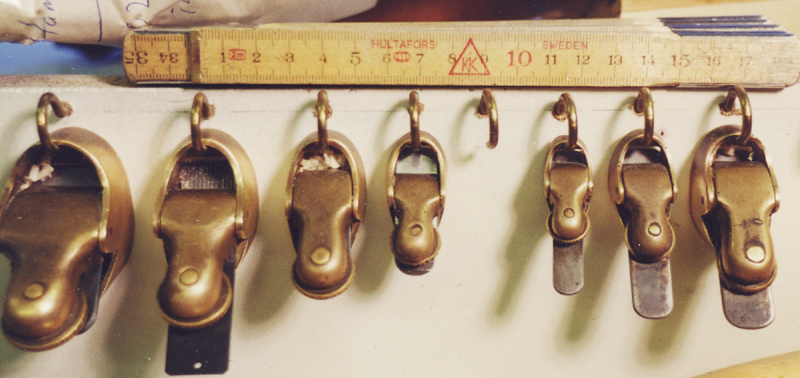
Ribots de lutier.
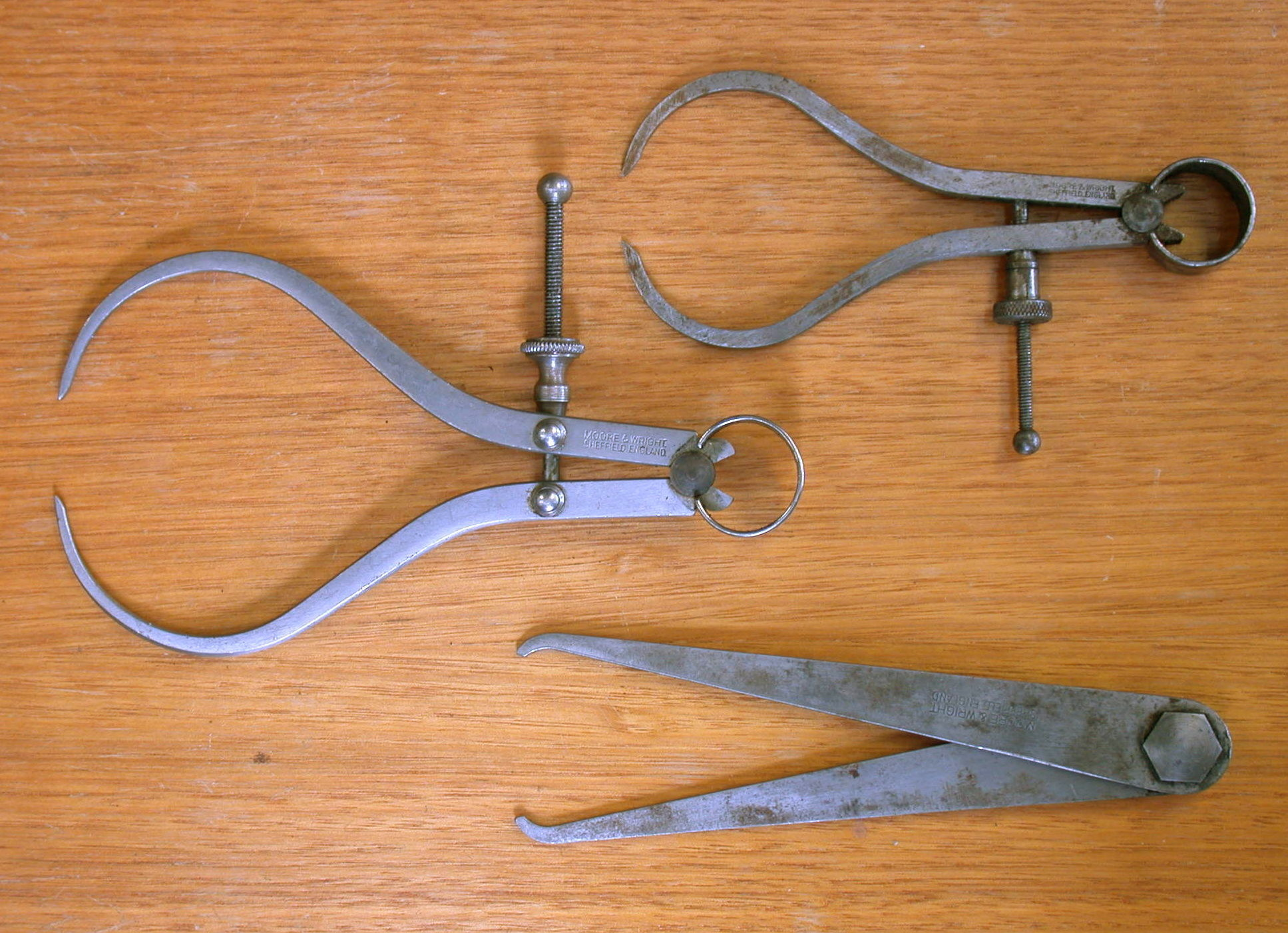
Tres compassos de gruixos.
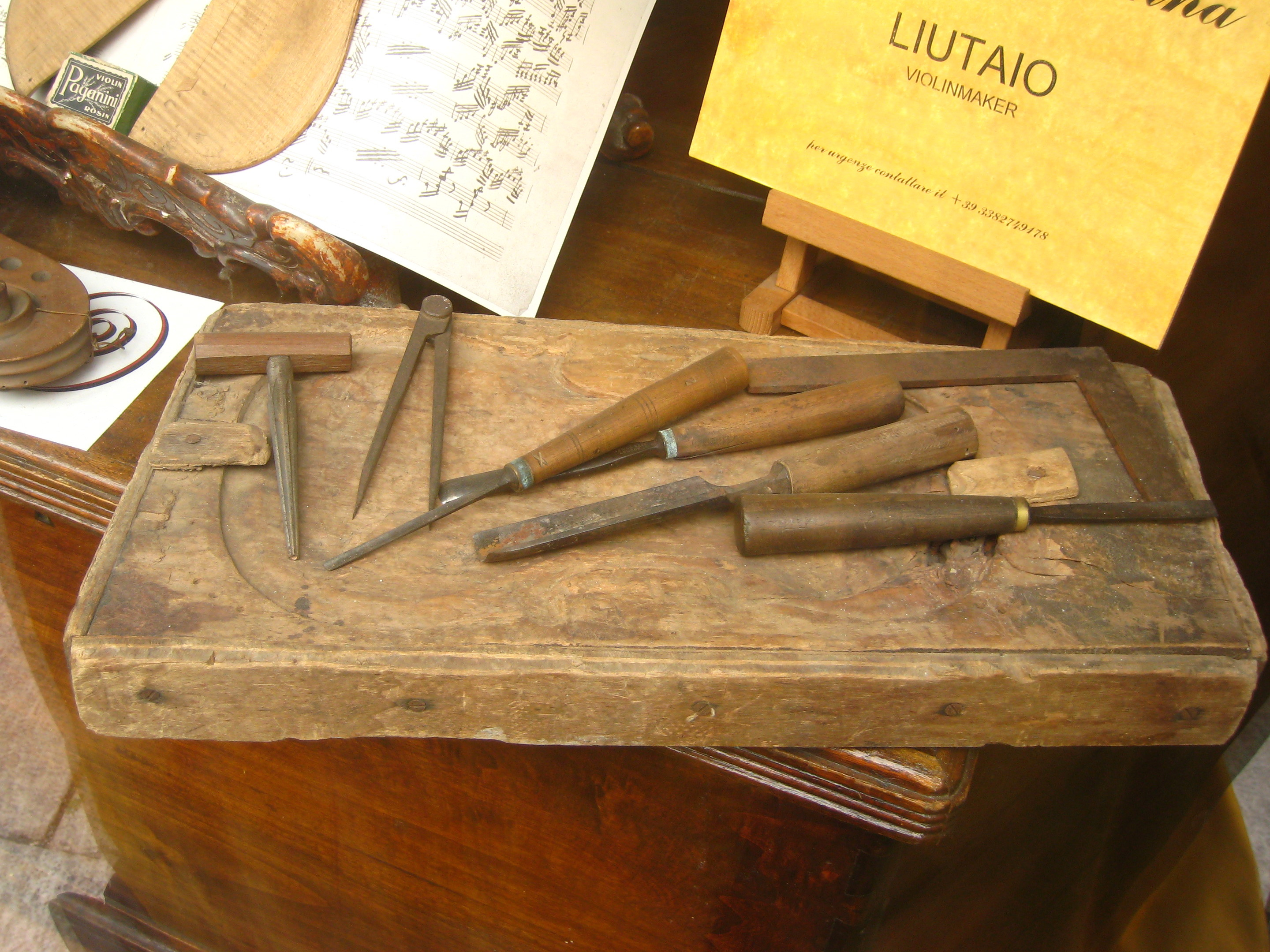
Antigues eines de lutier (Cremona).
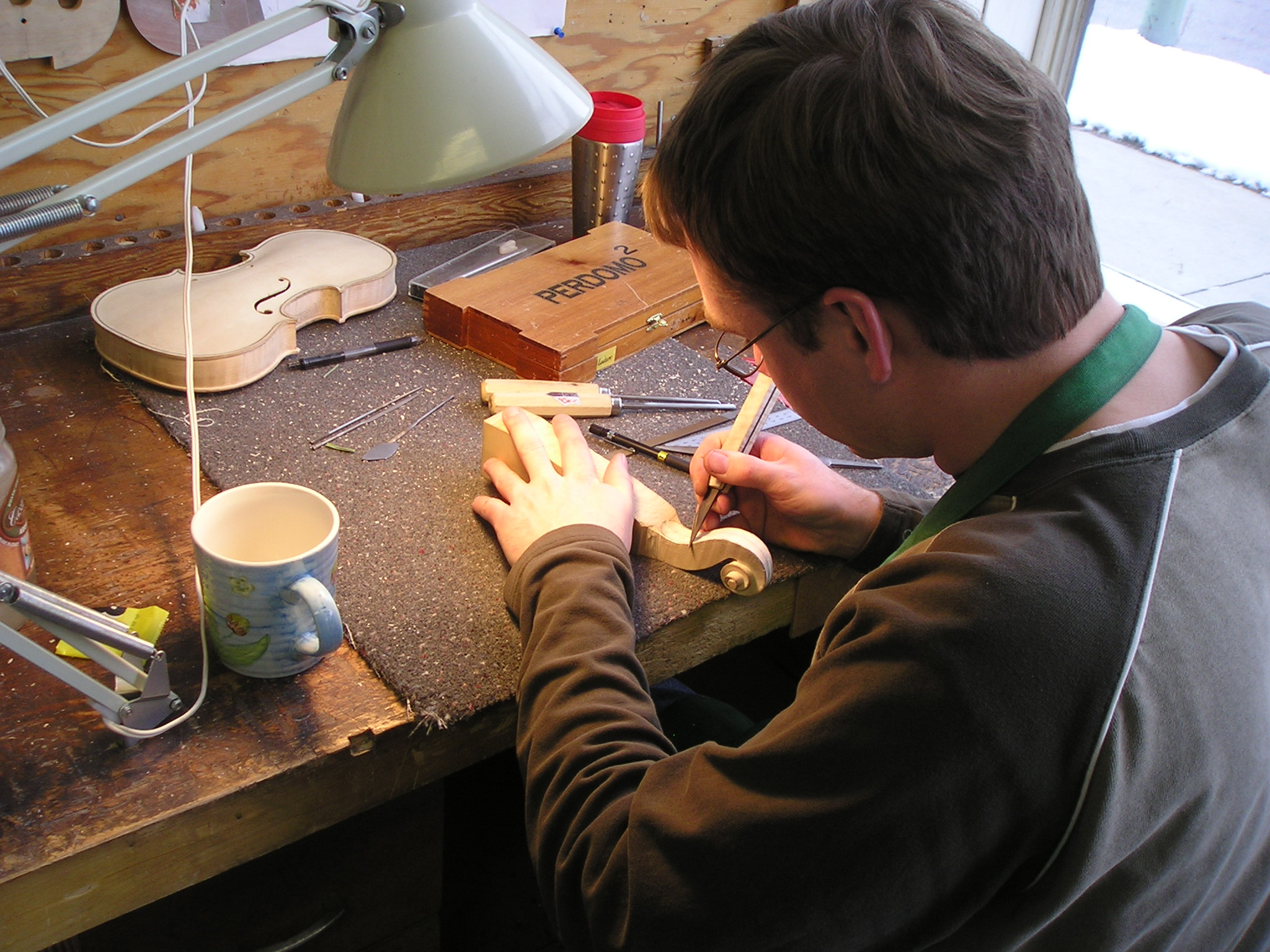
Lutier tallant la voluta.

Les plantilles són imprescindibles. Per a marcar taula harmònica i fons, per a marcar els traus en F, per a marcar i verificar la voluta, per a traçar el pont, etc.
També hi ha motlles i útils diversos que asseguren el muntatge correcte de les peces.
Per a les clavilles i els seus allotjaments hi ha dues eines particulars. Les clavilles són còniques en la part que s'introdueix al claviller. Una eina semblant a una maquineta de fer punta als llapis permet obtenir una forma perfecta. Els allotjament de les clavilles són també cònics i es realitzen amb una eina semblant a una barrina manual amb un extrem cònic estriat. Eina que permet executar uns allotjaments adequats.
Per a corbar els riscles s'acostuma a usar una eina consistent en un cilindre de metall situat en posició vertical sobre una base. El cilindre s'escalfa elèctricament a una temperatura regulable. Les peces rectes que formaran els riscles es conformen manualment pressionant-les sobre el cilindre calent.
Els talls generals de les siluetes de fons, taula i mànec es poden fer manualment amb una serra de marqueteria o amb alguna serra mecànica apropiada. Els orificis en F es fan amb una serra de marqueteria i s'ajusten i afinen amb llimes.
Per a fregar la fusta s'usa el paper de vidre de diversos graus. També són imprescindibles les ganivetes de polir.. La cua de cavall petita és una herba utilitzada pels lutiers per a polir les peces de fusta dels instruments de corda.

## Etimologia
El terme ribot es documenta en occità l'any 1360. La referència catalana més antiga és de 1432.

## Història
Els ribots ja eren usats pels romans. Se'n varen trobar exemples en les ruïnes de Pompeia (segle I dC).

## Acció de ribotar
En la tradició occidental el ribot talla quan s'allunya del cos del fuster, que estira els braços en l'acció.
Al Japó i en alguns països orientals els ribots tallen quan l'operari els aproxima cap al cos, encongint els braços.
Sempre que és possible la peça a ribotar se situa horitzontalment. I, sense excepcions, cal subjectar-la de manera segura. (En molts casos n'hi ha prou amb disposar-la contra un topall).
És gairebé imprescindible ribotar a favor de la veta de la fusta. Ribotar en direcció contrària a la veta provoca la formació d'estelles. En cas necessari cal emprar els ribots de contraveta, que també són adequats per a ribotar la testa de les peces.
Els residus provocats per l'acció de ribotar s'anomenen flocs, encenalls o safatans (en comarques de Lleida i Tarragona), i sovint adopten la forma de petits trossos de cinta cargolats.

## Components d'un ribot metàl·lic
- A - Finestra
- B - Fulla
- C - Fixador per pressió.
- D - Rodeta de regulació.
- E - Maneta auxiliar
- F - Contraferro
- G - Regulador lateral
- H - Maneta principal

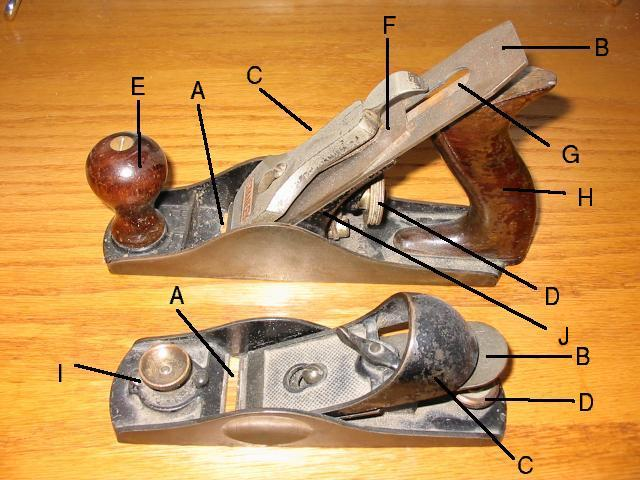
Parts d'un ribot metàl·lic.

- I - Rodeta de regulació de la finestra
- J - Vis de regulació de la posició carro-finestra